# Jari Tervo
Jari Tervo, né à Rovaniemi en 1959, est un écrivain finlandais.
Il est l'un des écrivains les plus lus des deux dernières décennies.

## Biographie
Tervo fait son service civil dans un centre de formation pénitentiaire.
Il étudie la littérature à l’université d'Helsinki dont il sort diplômé en 1983. 
Il est reporter pour le journal Ilta-Sanomat jusqu'en 1995, puis devint écrivain indépendant tout en écrivant des articles pour Ilta-Sanomat. 
Il débute en écrivant de la poésie puis se met à écrire des romans et des nouvelles. Il vit maintenant à Helsinki.
Il apparaît aussi en public depuis 1998 en particulier dans le jeu télévisé Uutisvuoto sur la chaîne YLE TV1.

### Ouvrages traduits en français
- Bienvenue à Rovaniemi [« Pyhiesi yhteyteen »]  (trad. du finnois par Christian Nabais), Paris, Denoël, coll. « 10/18 Domaine Etranger », 2007, 409 p. (ISBN 978-2-264-03934-7)[3]

### Poésie
- Tuulen keinutuoli, 1980
- Sillankorvassa, illansuussa, 1983
- Kaistan taivasta, 1988
- Muistoja Pohjolasta, 1990
- Intialainen lippalakki, 1999

### Romans

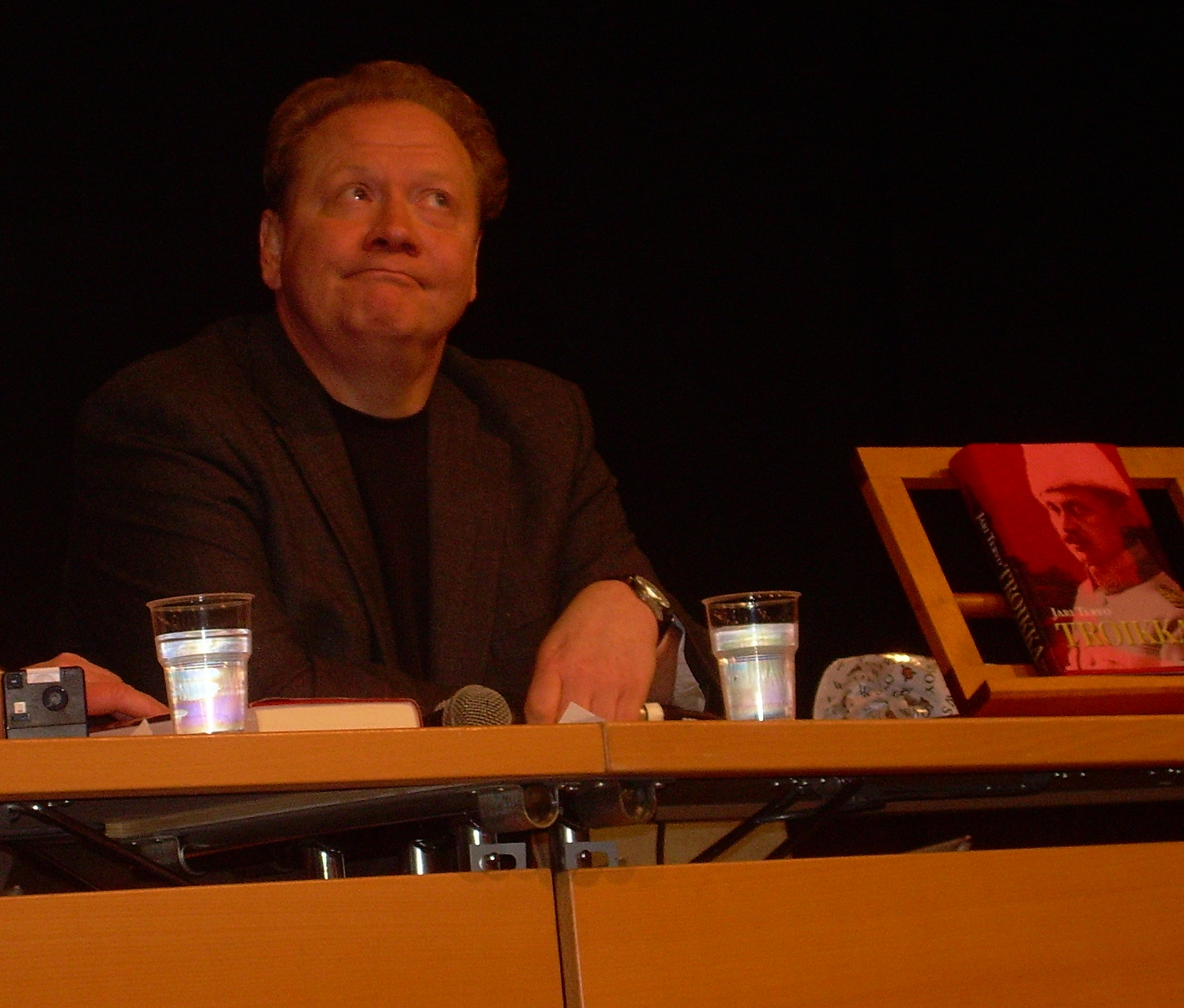
Jari Tervo au Salon du Livre d'Helsinki en 2008.

- (fi) Pohjan hovi, WSOY, 1992 (ISBN 978-951-0-39980-4)
- (fi) Poliisin poika, WSOY, 1993 (ISBN 978-951-0-40771-4)
- (fi) Pyhiesi yhteyteen, WSOY, 1995 (ISBN 978-951-0-39981-1)
- (fi) Tuulikaappimaa, WSOY, 1997 (ISBN 978-951-0-37069-8, lire en ligne)
- (fi) Minun sukuni tarina, WSOY, 1999 (ISBN 978-951-0-37072-8, lire en ligne)
- (fi) Kallellaan, WSOY, 2000 (ISBN 978-951-0-24914-7)
- (fi) Suomemme heimo, WSOY, 2001 (ISBN 978-951-0-37073-5, lire en ligne)
- (fi) Rautapää, WSOY, 2002 (ISBN 978-951-0-37070-4, lire en ligne)
- (fi) Myyrä, WSOY, 2004 (ISBN 978-951-0-37691-1, lire en ligne)
- (fi) Ohrana, WSOY, 2006 (ISBN 978-951-0-37689-8, lire en ligne)
- (fi) Troikka, WSOY, 2008 (ISBN 978-951-0-37690-4, lire en ligne)
- (fi) Koljatti, WSOY, 2009 (ISBN 978-951-0-37074-2, lire en ligne)
- (fi) Sivuääniä, WSOY, 2010 (ISBN 978-951-0-36320-1)
- (fi) Layla, WSOY, 2011, 362 p. (ISBN 978-951-0-38653-8, lire en ligne)
- (fi) Jarrusukka, Suomen kirjakauppaliitto, 2013 (ISBN 978-952-67705-1-2)
- (fi) Esikoinen, WSOY, 2013 (ISBN 978-951-0-40454-6)
- (fi) Revontultentie, WSOY, 2014 (ISBN 978-951-0-40763-9)
- (fi) Pyrstötähti, Helsinki, WSOY, 2015 (ISBN 978-951-0-40987-9)

### Nouvelles
- Siat ja naudat, 1994
- Taksirengin rakkaus, 1998
- Siperian tango, 2003

## Prix
- Prix Kalevi Jäntti, 1993
- Prix du grand club du livre finlandais, 1994, 1999
- Prix Venla (fi), 1998, 1999, 2003, 2005
- Prix Varjo-Finlandia, 1999, 2004
- Prix Vuoden johtolanka, 2000
- Prix Kirjapöllö, 2000